# Rejestr Instytucji Pożyczkowych
Rejestr Instytucji Pożyczkowych – wykaz wszystkich firm legalnie udzielających kredytów konsumenckich na terenie Polski. Zawiera dane identyfikujące dany podmiot, czyli nazwę, adres, numer w Krajowym Rejestrze Sądowym (KRS), Numer Identyfikacji Podatkowej (NIP) oraz numer w ewidencji nadany przez KNF. Ma charakter obowiązkowy i jest prowadzony przez Komisję Nadzoru Finansowego od połowy 2017 roku na mocy ustawy o kredycie hipotecznym oraz o nadzorze nad pośrednikami kredytu hipotecznego i agentami.
Obecny rejestr zastąpił działający wcześniej Rejestr Firm Pożyczkowych, funkcjonujący przy Polskim Związku Instytucji Pożyczkowych, do którego wpis był dobrowolny. Obecnie każdy podmiot, który chce udzielać pożyczek pieniężnych, musi spełnić wymagania opisane w ustawie, czyli:
- prowadzić działalność wyłącznie w formie spółki z ograniczoną odpowiedzialnością albo spółki akcyjnej,
- dysponować kapitałem zakładowym wynoszącym co najmniej 200 tysięcy złotych, pokrytym wyłącznie wkładem pieniężnym (nie aportem) niepochodzącym z kredytów, emisji obligacji lub źródeł, które nie mogą być udokumentowane,
- wnieść opłatę za wpis do rejestru.

Ponadto członkiem zarządu, rady nadzorczej, komisji rewizyjnej lub prokurentem spółki nie mogą być osoby prawomocnie skazane za przestępstwo przeciwko wiarygodności i dokumentów, obrotowi gospodarczemu, a także przeciwko obrotowi pieniędzmi i papierami wartościowymi.
Podmioty, które oferują pożyczki klientom bez posiadania wpisu, narażają się na karę grzywny w wysokości 500 000 zł.
Wykaz ma formę pliku Excel (dane można segregować według kategorii), jest ogólnodostępny i uzupełniany na bieżąco.